# DDR4 SDRAM
  DDR4 (de las siglas en inglés, Double Data Rate type four Synchronous Dynamic Random-Access Memory) es un tipo de memoria de computadora de acceso aleatorio (de la familia de las SDRAM usadas ya desde principios de 2013).

## Características

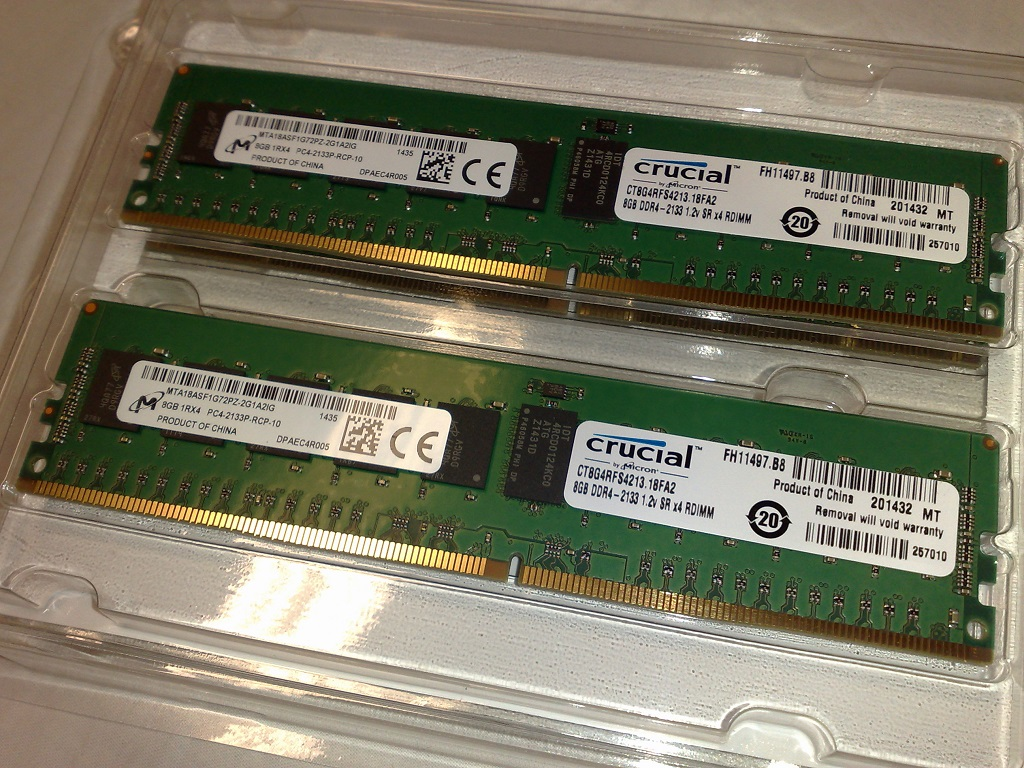
Dos módulos de memoria de 8 GB DDR4-2133 288-pin ECC 1.2 V RDIMMs

Los módulos de memoria DDR4 SDRAM tienen un total de 288 pines DIMM. La velocidad de datos por pin va de un mínimo de 1,6 Gb hasta un objetivo máximo inicial de 3,2 Gb.
Las memorias DDR4 SDRAM tienen un mayor rendimiento y menor consumo que las memorias DDR predecesoras. Tienen un gran ancho de banda en comparación con sus versiones anteriores.

### Ventajas
Sus principales ventajas en comparación con DDR2 y DDR3 son una tasa más alta de frecuencias de reloj y de transferencias de datos (1600 a 4400 MHz en comparación con DDR3 de 800Mhz a 2.400MHz), la tensión es también menor a sus antecesoras (1,45 a 1,05 para DDR4 y 1,65 a 1,2 para DDR3) DDR4 también apunta un cambio en la topología descartando los enfoques de doble y triple canal, cada controlador de memoria está conectado a un módulo único.

### Desventajas
No es compatible con versiones anteriores por diferencias en los voltajes, interfaz física y otros factores.
Tiene una mayor latencia, lo que reduce su rendimiento.
Esa perdida de rendimiento se compensa con frecuencias y transferencias más altas al igual que pasó con las anteriores versiones de DDR.

## Historia

### Desarrollo

#### 2005
La JEDEC (Joint Electron Device Engineering Council), empezó a trabajar en el desarrollo de DDR4 en el año 2005, 2 años antes del lanzamiento de DDR3 (2007). Se había previsto terminar la arquitectura de DDR4 para el año 2008, y desde 2007 como decía el futuro presidente de grupo DRAM de la JEDEC, llegaría a tiempo.

#### 2008
En el año 2008, un invitado de Escolástico (industria alemana de semiconductores) en el San Francisco Intel Developer Forum anunció al público presente que DDR4 tendría una arquitectura a 30 nm a 1,2 voltios, con frecuencias de 2133 MHz y que su lanzamiento sería en 2012. Además añadía que en 2013 esperaba ver módulos funcionando a 1 voltio con frecuencias de 2667 MHz.

### Producción

#### 2011
Sus especificaciones finales se dieron a conocer en el segundo semestre de 2011, antes de que Hynix produjese sus primeras memorias DDR4 SDRAM.

#### 2013
Samsung anunció ese año que había comenzado a producir en masa los primeros módulos de memoria DDR4 con el proceso de fabricación a 20 nm, permitiendo crear módulos de 16 GB y 32 GB. El uso de estos nuevos módulos de memoria permitiría a los servidores empresariales de próxima generación reducir el consumo y a la vez aumentar el rendimiento del sistema. Estos chips de memoria DDR4 ofrecen una tasa de transferencia de 2.667 megabits por segundo, más de un 25% superior a los chips DDR3 fabricados a 20 nm y con un consumo un 30% inferior.
En el primer trimestre de 2015, los primeros teléfonos móviles con memoria LPDDR4 fueron presentados, siendo estos el Samsung Galaxy S6, su variante S6 Edge, el ASUS Zenfone 2 y el LG G Flex 2.

## Estándares
Estos son los estándares de memoria DDR4 actualmente en el mercado:
| Nombre estándar | Velocidad del reloj (MHz) | Tiempo entre señales | Velocidad del reloj de E/S (MHz) | Operaciones por segundo | Nombre del módulo | Tasa de transferencia máxima (MT/s) |
| --------------- | ------------------------- | -------------------- | -------------------------------- | ----------------------- | ----------------- | ----------------------------------- |
| DDR4-1600       | 200                       |                      | 800 MHz                          | 1600 millones           | PC4-12800         | 12800 MT/s                          |
| DDR4-1866       | 233                       |                      | 933.33 MHz                       | 1866 millones           | PC4-14900         | 14933 MT/s                          |
| DDR4-2133       | 266                       |                      | 1066.67 MHz                      | 2133 millones           | PC4-17064         | 17066 MT/s                          |
| DDR4-2400       | 300                       |                      | 1200 MHz                         | 2400 millones           | PC4-19200         | 19200 MT/s                          |
| DDR4-2666       | 333                       |                      | 1333.33 MHz                      | 2666 millones           | PC4-21328         | 21328 MT/s                          |
| DDR4-3200       | 400                       |                      | 1600 MHz                         | 3200 millones           | PC4-25600         | 25600 MT/s                          |

## Tecnologías relacionadas

### GDDR4
GDDR4 SGRAM (de las siglas en inglés Graphics Double Data Rate type four Synchronous Graphics Random-Access Memory) es un tipo de motor utilizado en las tarjetas gráficas especificado por la JEDEC.

### SRAM
(Static Random Access Memory) Memoria estática de acceso aleatorio. Es el tipo de memoria que constituye lo que se denomina caché. La ventaja de la memoria DRAM es que es mucho más barata y almacena más cantidad de información que la memoria SRAM. En cambio, la memoria SRAM es mucho más rápida que la DRAM, del orden de 4 a 6 veces más. La utilización de componentes estáticos de memoria RAM (SRAM) resulta de gran ayuda puesto que no necesitan ningún refresco y, por tanto, disponen de un tiempo de acceso que en parte es inferior a los 15 nanosegundos.
En principio cabe pensar en la idea de que toda la memoria de trabajo DRAM deba ser sustituida completamente por la memoria SRAM, para así permitir intervalos de acceso más breves. Desgraciadamente, la fabricación de este tipo de chips resulta mucho más cara que en el caso de la DRAM. Por esta razón se utiliza memoria caché en cantidades limitadas: 128, 256, 512 o 1024 Kbytes.